# Багринова гора
Багри́нова гора́ — історична місцевість  у Голосіївському районі міста Києва. Простягається вздовж проспекту Науки і Лисогірської вулиці. Є узгір'ям-перемичкою між Деміївкою, Лисою горою, Китаєвим і Мишоловкою. Відділена від Лисої гори яром струмка Лукрець. Під її східними хилами виникли хутора Багринів та Ксаєвь, що дали початок Корчуватому.

## Археологія

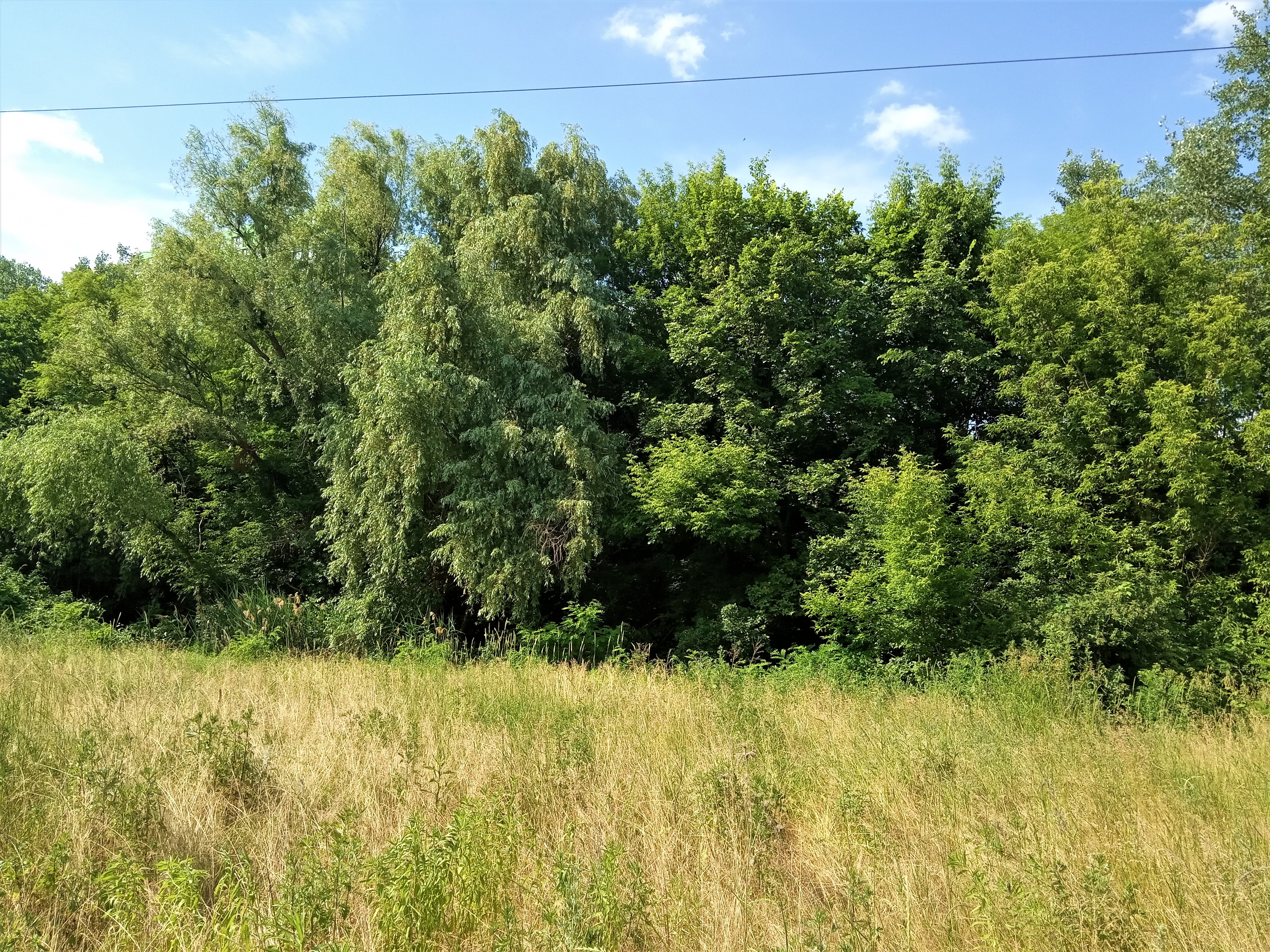
Ландшафт Багринової гори

Південно-східні схили Багринової гори відомі дуже важливими археологічними знахідками. Зокрема на розі вул. Пирогівський шлях та проспекту Науки знайдені залишки поселення трипільської культури.
1937 р. на Багриновій горі відкрито могильник Зарубинецької культури. Час існування могильника на підставі фібул визначається 2 ст. до н. е. – I ст. н. е. Детальні розкопки тут були проведені 1940-1941 рр. І. М. Самойловським, який відкрив тут 100 поховань. При цьому тут виявлено лише кілька трупопокладень (всього виявлено 82 кремації, 13 тіло-покладань та 5 кенотафів – могил без залишків померлого). Рештки кремацій містились у ґрунтових ямах або глиняних урнах, а інколи одночасно на дні могили і в урні (ямково-урні). У похованнях знайдено глиняний посуд, насамперед, різноманітні горщики і чорно-лисковані миски, та бронзові прикраси (бронзові і залізні фібули середньо-латенской епохи, бронзові кільця, підвіски, уламки сережок), залізні ножі, скляні та пастові намистини, кістки тварин (рештки жертовної їжі), близько 270 чорнолощених горщиків, мисок, глечиків, кухлів, простих корчаг і горщиків, ліпна амфора. Треба зазначити, що цей могильник був першою настільки ґрунтовно і широко дослідженою пам'яткою зарубинецького типу.

## Історія
Вперше згадується у грамоті київського митрополита Йосипа Салтана у 1504 р. як давнє володіння Видубицького монастиря. Станом на 16 ст. згадується в документах як Маєток Багринів Видубицького монастиря, до складу якого входила уся сучасна гора. Цей маєток межував з землею Орининською-Дівич горою (сучасною Лисою горою) по струмку Лукрець. Землі Багринової гори та хутора Корчувате перебували у віданні Видубицького монастиря  до 19 ст.
Зазначається що Багринова гора згадується у грамотах та універсалах від 1541, 1590, 1719 рр. В різні роки Багринова гора згадувалася як с. Багринове (1580 рік), ґрунти Багринівські (кінець XVI — початок XVIII століття), хутір Либідський Багринівський (1752 рік), слобідка Багрин (1756 р.), хутір Багринова Гора (1926 р.) тощо. У 1931 р. Багринова Гора фігурувала у списку селищ, не поділених на вулиці.
На мапі 1799 р. під схилами не підписаної Багринової гори позначено хутір Багринів ( на південь від струмка Лукрець) та хутір Ксаєв (ні південь від цього струмка) - початки майбутнього Корчуватого.
1872 р. у зв'язку з будівництвом Лисогірського форту Видубицький монастир продав Інженерному управлінню земельні ділянки, дубовий гай та лісову дачу на хуторі Корчуватому. На мапі 1871-73 рр. помітно, що Багринова гора на той час була вже вирубана, і використовувалась, імовірно, як сільско-господарські землі.
На австрійській мапі 1891 р. під схилом Багринової гори розміщувалися цегельні Корчуватого.
Дубовий гай на Багриновій горі знищено в роки Першої світової війни інтендантськими службами.
Станом на 1926 р. на верхівці Багринової гори фігурує хутір Багринова Гора. 1938 р. засновано розплідник треста зеленого господарства (тоді – приміського); в 1940-ві рр. це був єдиний у місті карантинно-інтродукційний розплідник. 1939 та 1944 рр. на Багриновій горі існувало офіційне поле для компостування сміття. На німецькій мапі 1943 р. на верхівці Багринової гори показано шкільні посадки – pflanzschule. На Багриновій горі помітні розплановані прямокутні городи. На радянській мапі 1943 р. на Багриновій горі позначено поля радгоспу фабрики імені Карла Маркса.
У 1948-53 рр. за проектом архітектора М.В. Холостенко на верхівці Багринової гори зводилися зразково-показові оселі-котеджі для трудящих, зображення яких тиражувалося на тогочасних листівках, щоб показати в яких умовах мешкають радянські мешканці Києва. Зрозуміло, що у реальності прості мешканці Києва дуже часто мешкали в куди «скромніших» умовах.
Офіційну назву Багринів мало селище вздовж вулиць Лисогірської, Ракетної і Панорамної (у 1956–1957 роках — селище імені Хрущова, з 1957 року — Жовтневе, тепер без назви).
Як свідчить мапа 1960 р. на тйо час східні схили Багринової гори було фактично зрито внаслідок інтенсивного видобування глини. Тут був великий кар'єр, куди було прокладено залізничну гілку. На мапі помітно озеро Лукрець, інше кар'єрне озеро та селище імені Хрущова на верхівці гори. 1960 р. споруджено дослідницький атомний реактор Інститут ядерних досліджень, на поч. 1980-х рр. – дослід. завод Інституту електрозварювання.

## Необхідність збереження
2020 р. вдалося оголосити схили Багринової гори та частину струмка Лукрець вздовж вулиць Панорамної та Моторної ландшафтним заказником місцевого значення "Багринова гора", 16.8 га. Натомість нижню частину схилів знищив житловий комплекс Orange City. Його будівельним сміттям засипається  позбавлене охорони озеро Лукрець. Охорони не має також значна частина схилів Багринової гори та велике кар'єрне озеро по Моторному провулку (50.378748, 30.544070). Схили Багринової гори мають значну ландшафтну цінність, а тутешні озера слугують місцем для нересту для амфібій з схилів Багринової гори та прилеглих з півночі схилів Лисої гори.
На верхівці Багринової гори на розі вулиць Пирогівський шлях та проспекту Науки пропонується встановлення масштабного пам’ятного знаку прив'язаного до місцерозташування трипільського поселення, стилізованого під форми трипільської кераміки та скульптури, на зразок аналогічних фігур у Ржищеві чи Трипіллі.

## Присутність в міській топонімці
Іменем місцевості названа Багринова вулиця.